# Блу (Оклахома)
Блу (англ. Blue) — переписна місцевість (CDP) в США, в окрузі Браян штату Оклахома. Населення — 200 осіб (2020).

## Географія
Блу розташований за координатами 33°59′24″ пн. ш. 96°13′49″ зх. д. / 33.99000° пн. ш. 96.23028° зх. д. (33.989938, -96.230368).  За даними Бюро перепису населення США в 2010 році переписна місцевість мала площу 6,52 км², уся площа — суходіл.

## Демографія
Згідно з переписом 2010 року, у переписній місцевості мешкало 195 осіб у 86 домогосподарствах у складі 58 родин. Густота населення становила 30 осіб/км².  Було 101 помешкання (15/км²).
Расовий склад населення:
| - 80,0 % — білих - 16,4 % — корінних американців - 0,5 % — чорних або афроамериканців - 1,0 % — осіб інших рас |

До двох чи більше рас належало 2,1 %. Частка іспаномовних становила 2,6 % від усіх жителів.
За віковим діапазоном населення розподілялося таким чином: 18,5 % — особи молодші 18 років, 60,0 % — особи у віці 18—64 років, 21,5 % — особи у віці 65 років та старші. Медіана віку мешканця становила 44,2 року. На 100 осіб жіночої статі у переписній місцевості припадало 103,1 чоловіків;  на 100 жінок у віці від 18 років та старших — 96,3 чоловіків також старших 18 років.
Середній дохід на одне домашнє господарство  становив 34 947 доларів США (медіана — 38 611), а середній дохід на одну сім'ю — 44 169 доларів (медіана — 45 469). За межею бідності перебувало 9,7 % осіб, у тому числі 0,0 % дітей у віці до 18 років та 0,0 % осіб у віці 65 років та старших.
Цивільне працевлаштоване населення становило 48 осіб. Основні галузі зайнятості: виробництво — 45,8 %, освіта, охорона здоров'я та соціальна допомога — 18,8 %, публічна адміністрація — 16,7 %.